# 小齒巨棘角鮟鱇
小齒巨棘角鮟鱇，又稱小齒大角鮟鱇，為輻鰭魚綱鮟鱇目棘茄魚亞目巨棘角鮟鱇科的其中一種，分布於東太平洋海域，屬深海魚類，棲息深度700-915公尺，雌魚體長可達12.7公分，生活習性不明，不具任何經濟價值。

## 擴展閱讀
維基物種上的相關：小齒巨棘角鮟鱇